# La Voiture grise
Pour plus de détails, voir Fiche technique et Distribution.
 La Voiture grise  est un film muet réalisé par Enrique Rosas en 1919. Il a été classé numéro 98 des 100 meilleurs films mexicains en 1994.
En juillet 1994, le film est inclus dans la liste établie par la revue Somos des 100 meilleurs films mexicains de tous les temps.

## Synopsis
Le détective Cabrera veut rétablir la paix à Mexico après une vague de vandalisme.

## Fiche technique
- Titre original : El automóvil gris
- Réalisation : Enrique Rosas
- Scénario : José Manuel Ramos
- Durée : 117 min
- Pays : Mexique
- Format : Noir et blanc
- Date de sortie : 1919